# Autobol
Autobol é um esporte coletivo disputado por alguns clubes do Rio de Janeiro durante a década de 70. Foi o médico Mário Marques Tourinho que criou esse esporte. Na época o médico era diretor do serviço médico do America Football Club (Rio de Janeiro) e também médico da Associação Carioca de Volantes de Competição. No final da década de 60, Tourinho, fã de futebol e automobilismo, teve então a ideia de juntar as duas coisas.
Equipes de América, Botafogo, Flamengo, Fluminense e Vasco foram formadas e disputaram o Campeonato Carioca de Autobol, e alguns jogos de autobol tiveram a sua bilheteria esgotada, tendo assim em alguns casos mais torcedores que os jogos de futebol. A maior parte dos jogos foi disputada no campo do América, cujo gramado estava destruído e aguardava reforma, e também no Campo do Colégio Santo Inácio.
O objetivo do jogo era acertar uma bola de 1,20 metro e 12 quilos em traves oficiais de futebol. O veículo mais usado era o Dauphine que, além de barato tinha a vantagem do câmbio de três marchas, com a ré e a primeira no mesmo canal, o que facilitava as necessárias e sucessivas manobras.
Com a crise do petróleo a competições automobilísticas no Brasil foram severamente prejudicadas, sendo o autobol proibido. Por isso, o esporte deixou de ser praticado.

## Campeonato Carioca de Autobol
O sucesso dos primeiros jogos foi tamanho que, em 1973, foi instituído o Campeonato Carioca de Autobol, disputado por equipes representando Fluminense, America, Flamengo e Vasco. No ano seguinte, o Botafogo entrou no lugar do America. Os carros eram pintados com as cores dos clubes, e possuíam os escudos e os números, como se fossem as tradicionais camisas do futebol.
Com o estouro da grave crise mundial do petróleo, a fase do Milagre Econômico acabou, as competições automobilísticas sofreram severas restrições no Brasil, e a prática do Autobol cessou definitivamente.

### Vencedores
- 1973 - Fluminense
- 1974 - Botafogo
- 1975 - Flamengo - Final realizada em 03 de abril de 1976[3]